# Eulalia trilineata
Eulalia trilineata är en ringmaskart som beskrevs av de Saint-Joseph 1888. Eulalia trilineata ingår i släktet Eulalia och familjen Phyllodocidae. Inga underarter finns listade i Catalogue of Life.